# Chikhli (ort i Indien, Maharashtra, Buldana)
Chikhli är en ort i Indien.   Den ligger i distriktet Buldana och delstaten Maharashtra, i den centrala delen av landet, 900 km söder om huvudstaden New Delhi. Chikhli ligger 601 meter över havet och antalet invånare är 52 841.
Terrängen runt Chikhli är platt. Runt Chikhli är det tätbefolkat, med 297 invånare per kvadratkilometer. Det finns inga andra samhällen i närheten. Trakten runt Chikhli består till största delen av jordbruksmark.